# Чатирлик
Чатирли́к (крим. Çatırlıq) — річка в Криму. Починається на Тарханкутсько-Євпаторійському піднятті у селища Новоселівське (Фрайдорф) Перекопського району, тече на схід, потім повертає на північ, впадає в Каркінітську затоку Чорного моря поблизу міста Яни Капу.
Велика частина річки являє собою сухоріччя. Частина русла спрямлена і використовується як зрошувальні канали. Вода надходить з Північнокримського і Роздольненського каналів. В 1966 році була побудована дамба, яка відділила гирло Чатирлик від Каркінітської затоки. Утворилися ставки площею 2 тис. га, які використовуються для вирощування риби.
Раніше найбільшою притокою Чатирлика була річка Кучук-Чатирлик. Її заплава займала тисячі гектарів. Нині Кучук-Чатирлик по штучному руслу впадає в Каркінітську затоку Чорного моря.